# Publikacje Kazimierza Dąbrowskiego
Niniejsza lista obejmuje publikacje Kazimierza Dąbrowskiego (1902–1980), polskiego psychiatry klinicznego, filozofa, pedagoga.

## Doktoraty

### Doktorat z medycyny
Casimir Dombrowski, „Les conditions psychologiques du suicide.” Impremerie du Commerce, Genève 1929, pp. 88. Université de Genève – Faculté de Médicine
Thèse presentée à la Faculté de Médicine de l'Université de Genève pour l'obtention du grade de docteur en médicine par Casimir Dombrowski / Pologne/. Université de Genève-Faculté de Médicine Légale. Professeur. F.Naville. Genève. Imprimerie du Commerce, Boulevard Carl-Voigt, 79. 1929. Thèse N-1303

#### Spis treści[czy to ważne?]
I. Avant-propos.
II. Causes prédisposantes générales.
1. Facteurs biologiques: race, hérédité, sexe, age.
2. Facteurs cosmiques: climat, saisons, facteurs météorologiques.
3. Facteurs sociaux: époque historique, milieu social, conditions de travail, état familial, état moral et materiel, religion

III.Causes prédisposantes individuelles.
A. Moindre valeur organique et psychique/Minderwertigkeit/
a/ Organiques:
1. Faible développement organique général.
2. Asthénie.
3. Irrégularité du développement/petitesse de la taille/.
4. Défauts de: l'audition, vision, prononciation, etc.
5. Petitesse de l'aorte, du circulus arteriosus Willis.
6. Faible différenciation des organes sexuels.

b/ Psychiques:
1. Surexcitabilité, fragilité.
2. Suggestibilité.
3. Timidité.
4. Faible différence de l'instinct sexuel sans bases organiques.
5. Homosexualisme.
6. Onanisme.

IV. Causes déterminantes:
a/Définies: 1. Folie, mélancolie, manie, psychose, anxiété, alcool, morphine, cocaine. 3. Sensibilité, maladies incurables. 4.Fassions: chagrins, décéption, misère, amour, jalousie, colère, jeu, inconduite, remords. 5. Conflit avec l`honneur, politique, finances, poursuite par la police. 
b/ Hypothétiques: 1. Inquiètude, consternation du réel. 2. Le désir de la solution, métaphysique de l`amour. 3. Littérature affective, sensualisme, psychoanalitique. 4. Pessimisme, nihilisme, scépticisme/désharmonie entre l`idéalisme et l`expérience/ 5. Spiritisme. 6. Racine d'attirance de la mort.
V. Suicide de couple.
VI. Suicide chez les enfants.
VII. Suicide répété.
VIII. Prophylaxie

### Doktorat z psychologii
K. Dąbrowski, Podstawy psychologiczne samodręczenia /automutylacji/. Warszawa 1934, Lekarskie Towarzystwo Wydawnicze „Przyszłość”. ss. 96.

#### Spis treści[czy to ważne?]
1. Wstęp.
2. Automutylacja/ samodręczenie w stanach nadpobudliwości psychoruchowej.
3. Automutylacja w psychonerwicach o ostrym przebiegu.
4. Automutylacja na tle aktorstwa neuropatycznego i histerii.
5. Automutylacja na podłożu poczucie niższości i winy oraz potrzeby zaznaczenia się.
6. Automutylacja w stanach: nadpobudliwości uczuciowej i braku równowagi psychicznej /instabilite/.
7. Ascetyzm.
8. Samobójstwo w związku za automutylacją.
9. Automutylacja Michała Anioła, Dostojewskiego i Weiningera.
10. Automutylacja i heteromutylacja.
11. Sadyzm i masochizm w stosunku do automutylacji i heteromutylacji.
12. Wnioski wychowawczo-lecznicze.
13. Wartości kulturalne związane z samodręczeniem.
14. Bibliografia.

## Książki
1. Dąbrowski, K. (1929). Les conditions psychologique du suicide. Geneve: Imprimerie de Commerce (praca doktorska).
2. Dąbrowski, K. (1933). Higiena psychiczna za granicą i u nas, jej najbliższe potrzeby i próby jej realizacji. [Mental hygiene abroad and in our country.] Warszawa: Wydawnictwo Ministerstwa Opieki Społecznej.
3. Dąbrowski, K. (1934). Behawioryzm i kierunki pokrewne w psychologii. [Behaviourism and related schools in psychology.] Warszawa: Lekarz Polski
4. Dąbrowski, K. (1934). Podstawy psychologiczne samodręczenia (automutylacji). [Psychological basis of self- torture.] Warszawa: Przyszłość.
5. Dąbrowski, K. (1935). Nerwowość dzieci i młodzieży [The nervousness of children and youth.] Warszawa: Nasza Księgarnia
6. Dąbrowski, K. (1937). Instytut Higieny Psychicznej. [The Mental Hygiene Institute.] Warszawa: Wydawnictwo Koła Przyjaciół Instytutu Higieny Psychicznej.
7. Dabrowski, K. (1937) La santé mentale, la définition et délimitation des domaines in: Comptes Rendus du IIe Congrès International d’Hygiène Mentale, Paris 1937
8. Dąbrowski, Casimir (1937). Psychological basis of self mutilation. (W. Thau, Trans.) Genetic Psychology Monographs, 19, 1-104
9. Dąbrowski, K. (1938). Kwestionariusz neurotyczny. [The neurotic questionnaire.] Warszawa: Instytut Higieny Psychicznej.
10. Dąbrowski, K. (1947). Państwowy Instytut Higieny Psychicznej. [The State Institute of Mental Hygiene.] Warszawa: Wyd. Prasa Demokratyczna.
11. Dąbrowski, K. (1958). Nerwowość dzieci i młodzieży. [Nervousness of children and teenagers.] Warszawa: Państwowe Zakłady Wydawnictw Szkolnych. (PZWS).
12. Dąbrowski, K. (1959). Społeczno-wychowawcza psychiatria dziecięca. [Socio= educational child psychiatry.] Warszawa: Państwowe Zakłady Wydawnictw Szkolnych (PZWS).
13. Dąbrowski, K. (1960). Nasze dzieci dorastają. Problemy wieku dojrzewania. [Our children grow.] [Basic question of mental hygiene.] Warszawa: Wiedza Powszechna
14. Dąbrowski, K. (1962). Higiena psychiczna [Mental hygiene.] Warszawa: Państwowe Zakłady Wydawnictw Szkolnych (PZWS).
15. Dąbrowski, K. (1962). Co to jest higiena psychiczna [What is mental hygiene?] Warszawa: Nasza Księgarnia.
16. Dąbrowski, K. (1964). Higiena psychiczna w życiu codziennym. [Mental hygiene in everyday life.] Warszawa: Państwowy Zakład Wydawnictw Lekarskich
17. Dąbrowski, K. (1964). 0 dezyntegracji pozytywnej: [On positive disintegration:] Szkic teorii rozwoju psychicznego człowieka poprzez nierównowagę psychiczną, nerwowość, nerwice i psychonerwice. Warszawa: Państwowy Zakład Wydawnictw Lekarskich.
18. Dąbrowski, K. (1964). Positive disintegration. Boston: Little Brown & Co.
19. Dąbrowski, K. (1964). Społeczno-wychowawcza psychiatria dziecięca. [Socio-educational child psychiatry. Second revised edition] Warszawa: Państwowe Zakłady Wydawnictw Szkolnych.
20. Dąbrowski, K. (1964). La desintegration positive; problemes choisis. Warszawa: Państwowe Wydawnictwo Naukowe
21. Dąbrowski, K. (1965). Psychotherapie des neuroses et des psychonevroses. L'instinct de la mort d'apres la theorie de la desintegration positive. Warszawa: Państwowe Wydawnictwo Naukowe
22. Dąbrowski, K. (1967). Personality-shaping through positive disintegration. Boston: Little Brown & Co.
23. Cienin, P. (pseudonim) (1970). Myśli i aforyzmy egzystencjalne. [Existencial thoughts and aphorisms.] London: Gryf-Publications.
24. Dąbrowski, K., with Kawczak, A., & Piechowski, M. M. (1970). Mental growth through positive disintegration. London: Gryf Publications
25. Dąbrowski, K. (1970). Multilevelness of instinctive and emotional functions. Unpublished manuscript. University of Alberta, Edmonton, AB. (Purple cover, 173 pages. A preliminary manuscript to Volume I of the 1977 Dabor Publications).
26. Dąbrowski, K. (1971). Pojęcia żyją i rozwijają się: ze studiów nad dynamiką pojęć. [Dynamics of concepts.] London: Gryf Publications.
27. Dąbrowski, K. (1972). Crecimiento mentel la desintegracion positiva. Lima, Peru: Universidad Femina.
28. Dąbrowski, K. (1972). Psychoneurosis is not an illness. London: Gryf Publications.
29. Cienin, Paul (Pseudonim) (1972). Existential thoughts and aphorisms. London: Gryf Publications.
30. Cienin, Pawel (Pseudonim) (1972). Fragments from the diary of a madman. London: Gryf Publications.
31. Dąbrowski, K. (1972, March 10). Project of the organization of the Institute for Research and Development of Higher Emotions. Institute for Authentic Development. 14 pages
32. Dąbrowski, K. (1972). La croissance mentale par la desintegration positive. Quebec: Editions Saint-Yves.
33. Dąbrowski, K. (1972). La psychonevrose n’est pas une maladie: nevroses et psychonevroses, considerees du point de vue de la desintegration positive. Quebec: Editions Saint-Yves.
34. Dąbrowski, K. (1972). Le dynamisme des concepts: phenomenes positifs dans la desintegration. Quebec Editions Saint-Yves.
35. Dąbrowski, K. (1972). Introduction generale a la theorie de la desintegration positive. Quebec: Editions Saint-Yves
36. Dąbrowski, K., with Kawczak, A., & Sochanska, J. (1973). The dynamics of concepts. London: Gryf Publications.
37. Dąbrowski, K. (1974). Dwie diagnozy. [Two diagnoses.] Warszawa: Polskie Towarzystwo Higieny Psychicznej.
38. Dąbrowski, K. (1974). Zdrowie psychiczne a wartości ludzkie. [Mental health and human worth.] Warszawa: Polskie Towarzystwo Higieny Psychicznej.
39. Dąbrowski, K. (1975). Trud istnienia. [Difficulty of existence.] (tom 286 serii wydawniczej Omega). Warszawa: Wiedza Powszechna.
40. Dąbrowski, K. (1975). Osobowość i jej kształtowanie poprzez dezyntegracje pozytywna. Warszawa: PTHP.
41. Dąbrowski, K. (1976). Nerwowość dzieci i młodzieży. [Neuroses of children and teenagers.] Warszawa: Wydawnictwa Szkolne i Pedagogiczne. /wyd. drugie uzupełnione/.
42. Dąbrowski, K., with Piechowski, M. M. (1977). Theory of levels of emotional development: Volume 1 - Multilevelness and positive disintegration. Oceanside, New York: Dabor Science Publications
43. Dąbrowski, K. (1977). Psychotherapies actuelles. /L. Granger, G. R. de Grace, A. Bachelor, F. L. Leśniak, A. Saint-Yves/. Collection Service a la Psychotherapie. Quebec: Editions Saint-Yves
44. Dąbrowski, K. (1977). S'il y a un toxicomane dans votre famille. Quebec: Editions Saint-Yves.
45. Dąbrowski, K. (1979, March). Nothing can be changed here. (E. Mazurkiewicz, Trans.), Peter Rolland (Ed.). (Privately Printed).
46. Dąbrowski, K. (1979). Dezintegracja pozytywna. [Positive disintegration.] Warszawa: Państwowy Instytut Wydawniczy. (PIW)
47. Dąbrowski, K. (1979). Wprowadzenie do higieny psychicznej. Warszawa: Wydawnictwa Szkolne i Pedagogiczne.
48. Dąbrowski, K. (1979). Zdrowie psychiczne. /red./ /współautorzy: J. Aleksandrowicz, G. L. Borofsky, J. Chałasiński, M. Grzywak-Kaczyńska, R. Miller, M. M. Piechowski, A. Roykiewicz, B. Suchodolski, H. Szwarc, M. Szyszkowska, K. Zieliński. Warszawa: Państwowe Wydawnictwo Naukowe.
49. Dąbrowski, K. (1979). Psychoterapia przez rozwój. [Psychotherapy through development.] Warszawa: Polskie Towarzystwo Higieny Psychicznej
50. Dąbrowski, K. (1979). Osobowość jej kształtowanie poprzez dezyntegracje pozytywna. [Personality and its development through positive disintegration.] PTHP, Warszawa.
51. Dąbrowski, K. (1980). Funkcje i struktura emocjonalna osobowości. [Structure and emotional functions of personality.] Wyd. Warszawskie Centrum Studenckiego Ruchu Naukowego. Warszawa [ wyd. drugie PTHP Oddział w Lublinie. Lublin 1984]
52. Dąbrowski, K. (1982). Pasja rozwoju. [Passion of growth.] Warszawa: Polskie Towarzystwo Higieny Psychicznej.
53. Dąbrowski, K. (1988). Pasja rozwoju. [Passion of growth.] Warszawa: Almapress. Studencka Oficyna Wydawnicza ZSP.
54. Dąbrowski, K. (1989). W poszukiwaniu zdrowia psychicznego. [In search of mental health.] Warszawa: Państwowe Wydawnictwo Naukowe
55. Dąbrowski, K. (1991). Moralność w polityce.Wyd. Bis. Warszawa ss. 76.
56. Dąbrowski, K. (1996). W poszukiwaniu zdrowia psychicznego. [In search of mental health.] Warszawa: Wydawnictwo Naukowe /PWN/..
57. Dąbrowski, K. (1996). Multilevelness of emotional and instinctive functions. Part 1: Theory and description of levels of behavior. Lublin: Towarzystwo Naukowe Katolickiego Uniwersytetu Lubelskiego. A republication of the titles and text of the 1974 manuscript that was the basis of Part 1 of the 1977 Dabor book. Published in English with a new preface by Czesław Cekiera. 446 pages. Published in one soft cover binding with Part 2.
58. Dąbrowski, K. & Piechowski, M. M. with the assistance of Marlene [Rankel] and Dexter R. Amend (1996). Multilevelness of emotional and instinctive functions. Part 2: Types and Levels of Development. Lublin: Towarzystwo Naukowe Katolickiego Uniwersytetu Lubelskiego. A republication of the titles and text of the 1972 manuscript that was the basis of Part 2 of the 1977 Dabor book. Published in English with a new preface by Czesław Cekiera. 446 pages. Published in one soft cover binding with Part 1.

## Artykuły
1. Dąbrowski, K. (1931). O wpływie otoczenia na powstawanie i rozwój nerwowości dziecięcej. [The influence of the environment in the genesis and development of child nervousness.] Szkoła Specjalna, 2, 32-39.
2. Dąbrowski, K. (1931). Z zagadnień podniesienia kultury moralnej społeczeństwa. [The questions of developing the moral culture of the society.] Głos Nauczycielski, 12, 8-11.
3. Dąbrowski, K. (1931). Zur klinik und Patholgie der senilen Paranoia. Jahrbucher fur Psychiatrie und Neurologie, 47, 171-176.
4. Dąbrowski, K. (1933). Znaczenie wieku w klinice i patologii parkinsonizmu pośpiączkowego. Neurologia Polska, 1, 52-59.
5. Dąbrowski, K. (1936). L' Institut d' Hygiene Mentale de Varsovie et son programme de travail. Bulletin Mensuel de l'Office International d'Hygiene Publique, 28(fasc. 8), 127-131.
6. Dąbrowski, K. (1938). Nowoczesne zadania i potrzeby psychiatrii i higieny psychicznej w Polsce. [The contemporary tasks and needs of psychiatry and mental hygiene in Poland.] Biuletyn Instytutu Higieny Psychicznej, 2, 21-27.
7. Dąbrowski, K. (1938). Typy wzmożonej pobudliwości psychicznej. [Types of increased psychic excitability]. Biuletyn Instytutu Higieny Psychicznej, 1(1), 12-19.
8. Dąbrowski, K. (1938). Uwagi o psychosocjalnych warunkach powstawania i rozwoju hiperkinez funkcjonalnych oraz tików. [Psychosocial conditions of genesis and development of functional hyperkineses and tics.] Biuletyn Instytutu Higieny Psychicznej, 2, 1-10.
9. Dąbrowski, K. (1939). Higiena psychiczna, jej treść, zakres, zadania i stosunek do innych nauk. [Mental hygiene, its content, scope, task, and relationship to other branches of science.] Biuletyn Instytutu Higieny Psychicznej, 2, 12-19.
10. Dąbrowski, K. (1939). O wpływie otoczenia na powstanie i rozwoju niektórych form nerwowości u dzieci. [About the impact of the enviornment and development of some forms of nervousness in children.] Szkoła Specjalna, Warszawa
11. Dąbrowski, K. (1946). 0 integracji i dezintegracji psychicznej. Zdrowie Psychiczne, nr l.
12. Dąbrowski, K. (1948). Pojęcie zdrowia psychicznego. [The concept of mental health.] Zdrowie Psychiczne, 2- 4, 37-51.
13. Dąbrowski, K. (1948). Uwagi o teorii Jacksona.[ Comments on Jackson's theory.] Zdrowie Psychiczne, 2- 4, 143-49.
14. Dąbrowski, K. (1949). Dezyntegracja jako pozytywny etap w rozwoju jednostki. [Positive disintegration as a positive stage in the development of an individual]. Zdrowie Psychiczne, 3- 4, 30-37.
15. Dąbrowski, K. (1951). Gruźlica i walka z nią. Podręcznik dla średnich szkół medycznych. Warszawa: Państwowy Zakład Wydawnictw. Lekarskich.
16. Dąbrowski, K. (1958). Higiena psychiczna. [Mental hygiene.] Zdrowie Publiczne, 2, 811-830. Junior author: I. Rogowski.
17. Dąbrowski, K. (1958). Les desintegration mentale comme facteur positif dans le developement emotional de l'enfant. A Crianaca Portuguesa, 17, 731-736.
18. Dąbrowski, K. (1958). Uwagi o diagnostyce psychologicznej i jej znaczeniu dla samowychowania. [Comments on psychological diagnosis and its meaning for self-education.] Collectanea Theologica, 39, 106-128.
19. Dąbrowski, K. (1959). Sur la desintegration positive. Annales Medico-Psychologiques, 117/2, 643-668.
20. Dąbrowski, K. (1960). Conception dynamique de la sante mentale. A Crianca Portuguesa, 19, 145-167.
21. Dąbrowski, K. (1960). Podstawowe zagadnienia higieny psychicznej Biuletyn Polskiego Towarzystwa Higieny Psychicznej, 1, 4-25. Junior author: H. Zajączkowski.
22. Dąbrowski, K. (1960). Remarques sur la typolgie base sur la theorie de la desintegration positive. Annales Medico-Psycholgiques,118/2, 401-406.
23. Dąbrowski, K. (1960). Światowy Rok Zdrowia Psychicznego w Polsce. Biuletyn Polskiego Towarzystwa Higieny Psychicznej, l, 42-45.
24. Dąbrowski, K. (1961). Dynamiczne ujecie zdrowia psychicznego. [A dynamic approach to mental health.] Biuletyn Polskiego Towarzystwa Higieny Psychicznej, 2, 24-33.
25. Dąbrowski, K. (1961). Dynamiczne ujecie zdrowia psychicznego. Cz. I. Zdrowie Psychiczne, 1, 14-22.
26. Dąbrowski, K. (1961). Dynamiczne ujecie zdrowia psychicznego. Cz. II. Zdrowie Psychiczne, 2, 18-26.
27. Dąbrowski, K. (1961). Les dynamismes principaux de la desintegration au niveaux multiples. Annales Medico-Psychologigues,119/1, 225-234.
28. Dąbrowski, K. (1961). La sentiment d' inferiorite vis-a-vis de soi-meme. Annales Medico-Psychologiques,119/2, 625-632.
29. Dąbrowski, K. (1963). La desintegration positive. Problemes choisis. Conferences de l'Academie Polonaise des Sciences, Centre Scientifique a Paris, 1963, fasicule 48, (whole number 48), 115-122.
30. Dąbrowski, K. (1963). Osobowość, wybitne uzdolnienia i psychonerwice u dzieci i młodzieży. [Personality, prominent abilities, and psychoneuroses in children and youth.] Biuletyn Polskiego Towarzystwa Higieny Psychicznej, 4, number 2, 53-63.
31. Dąbrowski, K. (1963). Principales structures et dynamismes du milieu psychique interne. A Crianca Portuguesa, 21, 507-535.
32. Dąbrowski, K. (1963). Psychonerwice. [Psychoneuroses.] Postępy Higieny i Medycyny Doświadczalnej, 17, 305-345.
33. Dąbrowski, K. (1964). Metoda pochwały i nagany w rozwoju osobowości dziecka. [The method of praise and reprimand in the development of child's personality.] Zdrowie Psychiczne, 5, number 4, 3-11.
34. Dąbrowski, K. (1964). 0 internerwicowych i intranerwicowych hierarchiach struktury i funkcji psychicznej. [On interneurotic and intraneurotic hierarchies of psychic structure and functions.] Zdrowie Psychiczne, 5, number 3, 14-22.
35. Dąbrowski, K. (1964). 0 psychoterapii nerwic i psychonerwic w oparciu o teorie dezintegracji pozytywnej. [Psychotherapy of neuroses and psychoneuroses based on the theory of positive disintegration.] Part 1. Zdrowie Psychiczne, 5, number 1, 19-26.
36. Dąbrowski, K. (1964). 0 psychoterapii nerwic i psychonerwic w oparciu o teorie dezintegracji pozytywnej. [Psychotherapy of neuroses and psychoneuroses based on the theory of positive disintegration.] Part 2. Zdrowie Psychiczne, 5, number 2, 59-67.
37. Dąbrowski, K. (1965). O psychoterapii dziecka lękliwego, w: Higiena psychiczna i nerwice dziecięce / praca zbiorowa/. PAN, Wrocław-Warszawa-Kraków, s. 42-52.
38. Dąbrowski, K. (1965). Psychonerwice u młodzieży wybitnie uzdolnionej. [Psychoneuroses among particularly gifted youth.]. Zdrowie Psychiczne, 6, 1, 24-35. Junior author: J. Kujawska.
39. Dąbrowski, K. (1965). Problemy adaptacji i dezadaptacji. [Problems of adjustment and maladjustment.] Zdrowie Psychiczne, 6, Number 4, 7-18.
40. Dąbrowski, K. (1965). Zagadnienia higieny psychicznej w psychoprofilaktyce przestępców. [Aims of mental hygiene in psychoprophylaxis of criminals]. Zdrowie Psychiczne, 6, No. 4, 7-19. Junior author: H. Osiński.
41. Dąbrowski, K. (1966). The problem of positive disintegration: A new approach to the study of mental disorders. The Alberta Psychologist, 1, 12-18.
42. Dąbrowski, K. (1966). The Theory of Positive Disintegration. International Journal of Psychiatry,2(2), 229-244. This is a reprint of pages 1-32 of Positive Disintegration (1964). It is introduced by Aronson (on page 165). Short discussions by Aronson and Mowrer follow Dąbrowski's article.
43. Dąbrowski, K. (1967). La decompensation des structures psychonevrotiques. Annales Medico-Psychologiques,125/2, 475-482.
44. Dąbrowski, K. (1967). The Theory of Positive Disintegration. In O. H. Mowrer, Morality and mental health (pp. 152-165). Chicago: Rand McNally. [A reprint of pages 1-32 of Positive Disintegration (1964)].
45. Dąbrowski, K. (1967). Psychotherapy based on the theory of positive disintegration. In R. M. Jurjevich, Handbook of Psychotherapy (pp. 143-173). Chicago: Rand McNally.
46. Dąbrowski, K. (1968). Le milieu psychique interne. Annales Medico-Psychologiques,126/ 2, 457-485.
47. Dąbrowski, K. avec M. Piechowski, Les emotions superieurs et l`objectivite d`evaluation. Annales Medico-Psychologiques,127/2, 589 – 613.
48. Dąbrowski, K. (1974). Uspołecznienie autentyczne i pozorne a zdrowie psychiczne człowieka. Zdrowie Psychiczne, 3(4), 21-32.
49. Dąbrowski, K. (1974). Ważniejsze osiągnięcia i perspektywy rozwojowe ruchu higieny psychicznej w Polsce. Zdrowie Psychiczne, 3(4), 41-47.
50. Dąbrowski, K. (1974). Przyszłość i perspektywy ruchu higieny psychicznej w Polsce. Zagadnienia Wychowawcze a Zdrowie Psychiczne, 6, 7-16.
51. Dąbrowski, K. (1975). Automutylacja w psychonerwicach o ostrym przebiegu. Zdrowie Psychiczne, 4, 5-7
52. Dąbrowski, K. (1975). Czy zachodzi potrzeba częściowego wykluczenia z psychiatrii niektórych syndromów albo <jednostek chorobowych>. Zdrowie Psychiczne, 1-2, 49-55.
53. Dąbrowski, K. (1975). Dziecięce ośrodki higieny psychicznej. Zdrowie Psychiczne, 4, 38-41.
54. Dąbrowski, K. (1975). Fragmenty z dziennika obłąkanego - do zbyt małej wyobraźni. Zdrowie Psychiczne, 4, 132-135.
55. Dąbrowski, K. (1975). Higiena psychiczne /1962/ - wstęp. Zdrowie Psychiczne, 4, 53-55.
56. Dąbrowski, K. (1975). Higiena psychiczna /1962/ - wstęp do drugiego wydania. Zdrowie Psychiczne, 4, 56-58.
57. Dąbrowski, K. (1975). Instynkt rozwojowy. Zdrowie Psychiczne, 4, 80-87.
58. Dąbrowski, K. (1975). Kryteria wartości i poziomu funkcji uczuciowych oraz popędowych a zdrowie psychiczne. Zdrowie Psychiczne, 4, 6-27.
59. Dąbrowski, K. (1975). Myśli i aforyzmy egzystencjalne /fragmenty/. Zdrowie Psychiczne, 4, 136-138.
60. Dąbrowski, K. (1975). Nerwice i psychonerwice u młodzieży. Zdrowie Psychiczne, 4, 66-69.
61. Dąbrowski, K. (1975). Nerwowość. Zdrowie Psychiczne, 4, 34-37.
62. Dąbrowski, K. (1975). Osobowość a procesy uspołecznienia. Zeszyty ODISS, 38(6), 51-61.
63. Dąbrowski, K. (1975). Podstawy psychologiczne samodręczenia /automutylacji/ - wstęp. Zdrowie Psychiczne, 4, 22-23.
64. Dąbrowski, K. (1975). Poziomy rozwojowe funkcji instynktowych. Zdrowie Psychiczne, 4, 110-114.
65. Dąbrowski., K. (1975). Pozytywna niedojrzałość. Zdrowie Psychiczne, 4, 119-122.
66. Dąbrowski, K. (1975). Przedmiot psychiatrii dziecięcej, jej zakres i miejsce w naukach pokrewnych. Zdrowie Psychiczne, 4, 30-33.
67. Dąbrowski, K. (1975). Psychohigiena konfliktu społecznego. Zdrowie Psychiczne, 4, 61-65.
68. Dąbrowski, K. (1975). Psychologia humanistyczna. Zdrowie Psychiczne, 4, 128-131.
69. Dąbrowski, K. (1975). Rozwój osobowości według teorii dezintegracji pozytywnej. Zdrowie Psychiczne, 1(2), 7-17.
70. Dąbrowski, K. (1975). Środowisko wewnętrzne. Zdrowie Psychiczne, 4, 115-118.
71. Dąbrowski, K. (1975). Typy normalnego rozwoju. Zdrowie Psychiczne, 4, 105-109.
72. Dąbrowski, K. (1975). Wybrane zagadnienia z higieny psychicznej małżeństwa. Zdrowie Psychiczne, 4, 42-52.
73. Dąbrowski, K. (1975). Zagadnienia zdrowia psychicznego grupy społecznej. Zdrowie Psychiczne, 4, 59-61.
74. Dąbrowski, K. (1975). Zastosowanie metody dezintegracji pozytywnej wobec dzieci i młodzieży. Zdrowie Psychiczne, 4, 88-104.
75. Dąbrowski, K. (1975). Zdrowie psychiczne. Zdrowie Psychiczne, 4, 122-127.
76. Dąbrowski, K. (1975). Zdrowie psychiczne ujmowane jako wyraz hierarchicznego działania funkcji pod kontrolą funkcji realności. Zdrowie Psychiczne, 4, 28-30.
77. Dąbrowski, K. (1976). On the philosophy of development through positive disintegration and secondary integration. Dialectics and Humanism, 3-4, 129-144.
78. Dąbrowski, K. (1977). Kontrola czynności człowieka poprzez dynamizmy uczuciowo-popędowe. Zdrowie Psychiczne, 3, 6-32.
79. Dąbrowski, K. (1977). Rola higieny psychicznej w zapobieganiu przestępczości /współautor: B. Hołyst/. Zdrowie Psychiczne, 3, 50-61.
80. Dąbrowski, K. (1977). Współczesna problematyka ochrony zdrowia psychicznego. Zdrowie Psychiczne, 1(2), 15-22.
81. Dąbrowski, K. (1978). Interdyscyplinarne ujecie problemów psychohigieny. Zdrowie Psychiczne, 1, 6-12.
82. Dąbrowski, K. (1978). Koncepcja wolności w teorii dezintegracji pozytywnej. Zdrowie Psychiczne, 4, 6-10.
83. Dąbrowski, K. (1978). Pozytywny konflikt w stosunkach międzyludzkich. Zdrowie Psychiczne, 1, 38-42.
84. Inteligencja na usługach osobowości i na usługach popędów. Zdrowie Psychiczne nr 1, s. 6 – 16.
85. Dąbrowski, K. (1979). Problem stosunku do młodzieży z objawami narkomanii. Zdrowie Psychiczne, 2, 7-11.
86. Dąbrowski, K. (1979). Osobowość, zdrowie psychiczne, twórczość, psychoterapia. Próba syntezy. Zdrowie Psychiczne, 3(4), 23-28.
87. Dąbrowski, K. Możliwości świadomego rozwoju. „Problemy Studenckiego Ruchu Naukowego”, 5, 56 – 82. ????
88. Ludzkie i antyludzkie aspekty filozofii i psychologii Wschodu. „Problemy Studenckiego Ruchu Naukowego”, 5, 56 – 82. ????
89. Dąbrowski, K. (1980). Charakter narodowy polski i jego perspektywy rozwojowe w świetle teorii dezintegracji pozytywnej. Zdrowie Psychiczne, 2. s. 5 – 11.
90. Dąbrowski, K. (1980). Osobowość Marii Grzywak-Kaczyńskiej. Zagadnienia Wychowawcze a Zdrowie Psychiczne, 6, 7-10
91. Dąbrowski, K. (1980). Psychonerwice a twórczość literacka. Zdrowie Psychiczne, l, 7-15.
92. Dąbrowski, K. (1980). Zdrowie psychiczne a zasady przyjemności, rzeczywistości i rozwoju. Zdrowie Psychiczne, 3, s. 7 – 19.
93. Dąbrowski, K. (1980). Zdrowie psychiczne a problem śmierci. Zdrowie Psychiczne, 4, s. 7 – 18.
94. Dąbrowski, K. (1981). Śmierć jako problem człowieka. Zdrowie Psychiczne, 1, s. 7 – 10.
95. Dąbrowski, K. (1981) Sens życia jako rozwiązanie problemów ludzkiej egzystencji. „Studia Filozoficzne” 4, 99-108.
96. Dąbrowski, K. (1994). The heroism of sensitivity. (E. Hyży-Strzelecka, trans.). Advanced Development, 6, 87-92

## Materiały konferencji, sympozjów i zjazdów naukowych
1. Dąbrowski, K. (1937). La sante mentale, la definition et delimitation des domaines voisines. Comptes Rendus II-e Congres International de l'Hygiene Mentale, Paris.
2. Dąbrowski, K. (1937). Report upon the activities of the Mental Hygiene Institute. Comptes Rendus II-e Congres International l'Hygiene Mentale, Paris.
3. Dąbrowski, K. (1949). III Międzynarodowy Kongres Zdrowia Psychicznego. Zdrowie Psychiczne, nr 1- 2, 6-23.
4. Dąbrowski, K. (1958). Struktura psychiatrii dziecięcej. [The structure of child psychiatry.] Lubiąż: may. Polskie Towarzystwo Psychiatryczne. [Paper read at the annual convention of the Polish Psychiatric Association]. Lubiąż.
5. Dąbrowski, K. (1960). Nerwice, psychonerwice i psychopatia dziecięca - pojęcia podstawowe. Materiały z konferencji Zdrowie psychiczne i psychiatria dziecięca, Warszawa.
6. Dąbrowski, K. (1960). Sprawozdanie z dorocznego Zjazdu Światowej Federacji Zdrowia Psychicznego w Barcelonie 1959. Zdrowie Psychiczne, 1, 22-26
7. Dąbrowski, K. (1961). VI Kongres Zdrowia Psychicznego w Paryżu /doniesienie wstepne/. Zdrowie Psychiczne, 2, 42-46
8. Dąbrowski, K. (1963, June). Personalite, aptitudes remarquables et psychoneuroses chez les enfants et chez les adolescents. Proceedings of the Second European Congress of Child Psychiatry. Rome, 2, 220-233.
9. Dąbrowski, K. (1964, June). Miejsce psychoterapii w ruchu higieny psychicznej [The place of psychotherapy in the movement of mental health.] Paper read at the First General Polish Conference on Problems of Psychotherapy with Children and Youth. Warszawa.
10. Dąbrowski, K. (1964, June). Psychoterapia dzieci i młodzieży a higiena psychiczna. [The psychotherapy of children and youth and mental hygiene.] Paper read at the First General Polish Conference on Problems of Psychotherapy with Children and Youth. Warszawa. Junior author: H. Osiński.
11. Dąbrowski, K. (1965). Psychotherapie des neuroses et des psychonevroses. Conferences de l'Academie Polonaise des Sciences, Centre Scientifique a Paris, fascicule 60, 3-14.
12. Dąbrowski, K. (1965). Psychoterapia dzieci i młodzieży a higiena psychiczna /współautor: H. Osiński/. /W:/ Materiały Ogólnopolskiej Konferencji Problemy Psychoterapii Dzieci i Młodzieży, Warszawa 13 V i 24 X 1964. Warszawa: Polskie Towarzystwo Higieny Psychicznej, 43-50.
13. Dąbrowski, K. (1965). Personnalite, psychonevroses et sante mentale d'apres la theorie de la desintegration positive. Conferences de l'Academie Polonaise des Sciences, Centre Scientifique a Paris, fascicule 57, 82-94.
14. Dąbrowski, K. (1965). L'instinct de la mort d'apres la theorie de la desintegration positive. Conferences de l'Academic Polonaise des Sciences, Centre Scientifique a Paris, fascicule 60, 15-22.
15. Dąbrowski, K. (1965). Miejsce psychoterapii w ruchu higieny psychicznej. In: Materiały Ogólnopolskiej Konferencji Problemy psychoterapii dzieci i młodzieży, Warszawa 13 V i 20 X 1964. Warszawa: Polskie Towarzystwo Higieny Psychicznej, s. 37-41.
16. Dąbrowski, K. (1966, September 5-12). Prophylaxie des neuroses infantiles ou prophylaxie par les neuroses infantiles. Proceedings of the Fourth World Congress of Psychiatry, Madrid, 127-130.
17. Dąbrowski, K. (1966, September 5-12). Interneurotic and intraneurotic differences in levels of functions. Paper presented at the Fourth World Congress of Psychiatry, Madrid, Spain. 12 pages.
18. Dąbrowski, K. (1969). /współautor: M. Piechowski/. Les emotions superieures et l'obsjectivite d'evalutation. Annales Medico-Psychologiques, 127(2), 589-613.[ Paper presented at the First International Conference on the Theory of Positive Disintegration, Laval, Quebec. 10 pages.
19. Dąbrowski, K. (1970, August 26-30). Interneurotic and intraneurotic differences in levels of functions. Paper presented at the First International Conference on the Theory of Positive Disintegration, Laval, Quebec. 25 pages.
20. Dąbrowski, K. (1970, August 26-30). Lincoln, Kierkegaard and Kafka. Paper presented at the First International Conference on the Theory of Positive Disintegration, Laval, Quebec. 9 pages.
21. Dąbrowski, K. (1970, August 26-30). Multilevelness of instinctive and emotional functions. Paper presented at the First International Conference on the Theory of Positive Disintegration, Laval, Quebec. 15 pages.
22. Dąbrowski, K. (1970, August 26-30). Partial death instinct. Paper presented at the First International Conference on the Theory of Positive Disintegration, Laval, Quebec. 6 pages. Also compare to corresponding chapter in 1973 book.
23. Dąbrowski, K. (1970, August 26-30). Psychic overexcitability and psychoneurosis. Paper presented at the First International Conference on the theory of Positive Disintegration, Laval, Quebec. 11 pages.
24. Dąbrowski, K. (1970, August 26-30). The life of Professor O. H. Mowrer as a creative personality. Paper presented at the First International Conference on the Theory of Positive Disintegration, Laval, Quebec. 18 pages.
25. Dąbrowski, K. (1970, August 26-30). Immunization against psychosis through neurosis and psychoneurosis. Paper presented at the First International Conference on the Theory of Positive Disintegration, Laval, Quebec. 11 pages.
26. Dąbrowski, K. (1970, August 26-30). Three selected dynamisms of the inner psychic milieu. Paper presented at the First International Conference on the Theory of Positive Disintegration, Laval, Quebec. 4 pages.
27. Dąbrowski, K. (1970). Depathologisation de certains dynamismes dits pathologiques, Comptest Rendus, La Premiere Conference Internationale sur la theorie de la Disintegration Positive, Laval, Quebec
28. Dąbrowski, K. (1970, August 26-30). Institute for the development of man. Paper presented at the First International Conference on the Theory of Positive Disintegration, Laval, Quebec. 14 pages.

### Tygodniki kulturalne
ITD – Tygodnik Studencki
1. Kto jest człowiekiem normalnym? ITD 1978, nr 39, s. 3.
2. Zdrowie psychiczne. ITD 1978 nr 40, s. 27.
3. Osobowość, dezintegracja, twórczość. ITD 1978, nr 41. s. 27
4. O relatywizmie moralnym. ITD 1978 nr 42, s. 27.
5. O pasji rozwoju. ITD nr 1978 nr 43, s. 27.
6. Niektóre problemy dezintegracji pozytywnej. ITD 1978, nr 45, s. 27.
7. My, ludzie. Kilka myśli o dalekodystansowym projekcie polepszenia stosunków międzyludzkich. ITD 1978, nr 45, s. 27.
8. Psychopatie i psychonerwice. ITD 1978, nr 46, s. 27.
9. Odpowiedzialność. ITD 1978, nr 47, s. 27
10. Myśli o psychologii uczuć i wartości. ITD 1978, nr 48, s. 26.
11. Odpowiedzialność. ITD 1978, nr 49, s. 27
12. Tak zwane normy. ITD 1978, nr 49, s. 26.
13. Inaczej o schizofrenikach. ITD 1978 nr 50, s. 27.
14. O infantylizmie psychicznym pozytywnym, czyli niedojrzałości psychicznej pozytywnej. ITD 1978, nr 51, s. 27.
15. Życzliwość. ITD 1978, nr 52-53, s. 26.
16. Przekroczenie cyklu biologicznego. ITD. 1979 nr 1, s. 27.
17. O filozofii życia codziennego. ITD. 1979 nr 2, s. 27.
18. Wartości i sądy. ITD. 1979 nr 3, s. 26 – 27
19. O Kafkowskiej „ścianie” nie do przebicia. ITD. 1979 nr 4, s. 14.
20. Zdrowie psychiczne ludzi twórczych. ITD. 1979 nr 5, s. 27.
21. Ściąganie na ziemię. ITD. 1979 nr 6, s. 20 – 21.
22. Dwie i więcej osobowości. ITD. 1979 nr 7, s. 27.
23. Pasja nocy i norma dnia. ITD. 1979 nr 8, s. 30.
24. Droga przez mękę. ITD. 1979 nr 10, s. 30.
25. Dramaty i nadzieje związane z zaburzeniami psychicznymi. ITD. 1979 nr 11, s. 30.
26. Wybór partnera do małżeństwa. ITD. 1979 nr 12, s. 30.
27. Jeszcze o pozytywnych wartościach psychonerwicy. ITD. 1979 nr 13, s. 30.
28. Wieloznaczność postaw i terminów. ITD. 1979 nr 14, s. 30.
29. Odpowiedź na list. ITD. 1979 nr 15, s. 30.
30. List prywatny w sprawie ogólnej. ITD. 1979 nr 16, s. 30.
31. Życie pacjentki a możliwości rozwojowe. ITD. 1979 nr 17, s. 27.
32. O wyborze przyjaciół. ITD. nr 18, s. 30.
33. O miejscu, roli i odpowiedzialności poszczególnych członków rodziny pozytywnej. ITD. 1979 nr 19, s. 30.
34. Jak hartować wrażliwość dziecka. ITD. 1979 nr 20, s. 30.
35. Samorozwój i samokształcenie. ITD. 1979 nr 21, s. 30.
36. O skromności, czyli cechy prawdziwe i pozorne. ITD. 1979 nr 22, s. 30.
37. Problem samobójstwa. ITD. 1979 nr 23, s. 30.
38. O negatywnej działalności niektórych mikroorganizmów społecznych. ITD. 1979 nr 24, s. 30.
39. O macierzyństwie. ITD. 1979 nr 25, s. 30.
40. Poczucie pustki wewnętrznej. ITD. 1979 nr 26, s. 30.
41. O pozytywnych skutkach nadwrażliwości. ITD. 1979 nr 27, s. 30.
42. Czy cierpienie jest twórcze? ITD. 1979 nr 28, s. 30.
43. Oczekuję pomocy. ITD. 1979 nr 29, s. 30.
44. Siła przebicia. ITD. 1979 nr 31, s. 30.
45. Jestem sam. ITD. 1979 nr 32, s. 31.
46. O niektórych metodach podniesienia kultury moralnej społeczeństwa. ITD. nr 33, s. 30.
47. Autoterapia przez rozwój. ITD. 1979 nr 34, s. 31.
48. O problemach twórczego rozwoju. ITD. 1979 nr 35, s. 30.
49. Jak ochronić ludzi wartościowych dla kultury społecznej. ITD. 1979 nr 36, s. 30.
50. Nikt mnie nie potrzebuje. ITD. 1979 nr 37, s. 30.
51. Ból istnienia. ITD. 1979 nr 38, s. 30.
52. O odpowiedzialności. ITD. 1979 nr 39, s. 30.

## Dalsza literatura
- Błażejewska Teresa, Świątek Włodzimierz, Bibliografia prac naukowych prof. dra Kazimierza Dąbrowskiego, Warszawa 1981.